# MÁV-Baureihe M38
Die MÁV-Baureihe M38 war eine 1960 und 1961 von Rába in Győr entwickelte und gefertigte Lokomotive für den Nebenbahndienst und für leichte Verschubarbeiten.
Sie erschien in zwei verschiedenen Varianten, die vom Herstellerwerk als M 060 und M 061 bezeichnet wurden.

## Geschichte
Für die Magyar Államvasutak (MÁV) wurden sieben Lokomotiven gefertigt, die die Bezeichnung M 38 2001–2007 erhielten. Weitere fünf Exemplare der Lokomotive wurden für Industriebetriebe gefertigt, sie erhielten die Bezeichnung A 24.
Die Lokomotiven blieben bis etwa zum Jahr 2000 im Betriebsdienst. Möglicherweise sind zwei Lokomotiven erhalten geblieben. Die Baumusterlokomotive M 38 2001 ist 2001 auf einem Foto in Budapest zu sehen,. Die gleiche Lokomotive ist auf einem möglicherweise 2011 entstandenen Foto in den Hallen des Bahnparks Budapest zu sehen, die M 38 2004 wird 2004 als historisches Fahrzeug der MÁV bezeichnet.

## Technische Beschreibung
Die dreiachsige Diesellokomotive hat einen mittleren Führerstand und beidseitig unsymmetrische Vorbauten. In ihnen sind die weitgehend von der Baureihe M31 übernommenen Elemente der Kraftübertragung untergebracht. Diese sind im vorderen Vorbau mit weiteren Hilfsaggregaten untergebracht, das Strömungsgetriebe ist in der Mitte unter dem Führerstand gelagert. Im hinteren, kleineren Vorbau ist die Batterie der Lokomotive platziert.
Der Dieselmotor war bei der Type M 060 ein Zwölfzylinder-Viertakt-Dieselmotor, der bei 1.500 min−1 eine Leistung von 350 PS abgab, die Type M 061 besaß ebenso einen Zwölfzylinder-Viertakt-Dieselmotor, dessen Leistung betrug lediglich 270 PS. Die Kraftübertragung war hydrodynamisch, das Strömungsgetriebe bestand aus zwei Wandlern, der Umschaltpunkt zwischen ihnen lag bei 30 km/h. Am Strömungsgetriebe angeschlossen war das Wendegetriebe, die Zahnradstufen waren standen ständig im Eingriff, die Fahrtrichtung wurde mit Klauenkupplungen geschaltet. Die elektrische Anlage, Belüftungs- und Kühlsysteme waren weitgehend identisch denen der Baureihe M31.